# Haason Reddick
(en) Statistiques sur pro-football-reference
Haason Samir Reddick, né le 22 septembre 1994 à Camden dans le New Jersey, est un sportif professionnel américain de football américain jouant au poste de linebacker dans la National Football League (NFL) depuis la saison 2017 et pour la franchise des Buccaneers de Tampa Bay dès 2025.
Au niveau universitaire, il a joué pour les Owls de TempleOwls de l'université Temple au sein de la NCAA Division I FBS pendant cinq saison (2012-2016) avant d'être sélectionné au premier tour de la draft 2017 de la NFL par la franchise des Cardinals de l'Arizona. Il y reste quatre saisons (2017-2020) avant de rejoindre les Panthers de la Caroline (2021), les Eagles de Philadelphie (2022-2023), les Jets de New York en 2024 et finalement les Buccaneers en 2025.

## Biographie

### Carrière universitaire
Reddick étudie à l'université Temple où il joue pour les Owls pendant cinq saisons au sein de la NCAA Division I FBS. Il est sélectionné dans la première équipe de l'American Athletic Conference (AAC) en 2016.

### Carrière professionnelle

#### Cardinals de l'Arizona
Haason Reddick est sélectionné en tant que 13e choix global lors du premier tour de la draft 2017 par la franchise des Cardinals de l'Arizona. Il est le premier linebacker et un des trois joueurs de Temple, avec Dion Dawkins et Nate Hairston à y avoir été sélectionné. Reddick est aussi devenu le deuxième joueur de Temple sélectionné le plus tôt, seulement derrière John Rienstra (en) choisi en 9e choix global par les Steelers de Pittsburgh en 1986.

#### Panthers de la Caroline
Le 18 mars 2021, Reddick signe un contrat d'un an avec les Panthers de la Caroline et se réunit avec l'entraîneur principal Matt Rhule qui l'avait entraîné à Temple.

#### Eagles de Philadelphie
Après une saison passée en Caroline, le 16 mars 2022, il signe un contrat de 3 ans pour un montant de 45 millions de dollars avec les Eagles de Philadelphie,. Avec les Eagles, il perd le Super Bowl LVII 35 à 38 contre les Chiefs de Kansas City.

#### Jets de New York
Le 1er avril 2024, Reddick est échangé aux Jets de New York contre un choix conditionnel de troisième tour de la draft 2024.
Le 12 août, Reddick exige d'être échangé de la part des Jets après qu'il ait volontairement décidé de ne pas participer aux camps d'entraînement et au début de la saison (holdout). Joe Douglas, directeur général des Jets, déclare ensuite que les Jets n'échangeront pas Reddick et qu'il « doit rejoindre ses coéquipiers, et qu'il continuera à être mis à l'amende conformément à la convention collective de travail de la NFL s'il ne se présente pas ». le 15 octobre, les Jets autorisent Reddick à tenter de trouver une franchise pour un échange. Le 20 octobre, après avoir raté les six premiers matchs de la saison, Reddick et les Jets acceptent de remanier son contrat ce qui met fin au holdout.

#### Buccaneers de Tampa Bay
Le 13 mars 2025, Reddick signe un contrat d'un an pour un montant de 14 millions de dollars avec les Buccaneers de Tampa Bay.